# Philicus griseoguttatus
Philicus griseoguttatus là một loài bọ cánh cứng trong họ Cerambycidae.